# Токарево (Кічменгсько-Городецький район)
То́карево (рос. Токарево) — присілок у складі Кічменгсько-Городецького району Вологодської області, Росія. Входить до складу Городецького сільського поселення.

## Населення
Населення — 54 особи (2010; 68 у 2002).
Національний склад (станом на 2002 рік):
- росіяни — 99 %